# Dork Tower
(Igor)
Dork Tower è una striscia a fumetti comica trisettimanale creata da John Kovalic, che racconta le vicende di un gruppo di giocatori di ruolo nell'immaginaria città di Mud Bay.

## La nascita
Kovalic disegnava la striscia umoristica WILD LIFE, nella quale già compariva il personaggio di Carson. Da una chiacchierata con D.J. Trindle (futuro editor di Shadis edizioni), nacque l'idea di una nuova serie, che vide la luce nel gennaio 1997 su Shadis Magazine.

### L'edizione italiana
Le strisce di Dork Tower vennero pubblicate sulla rivista Kaos della Nexus Editrice, che successivamente le ripubblicò in 7 volumi.

## I personaggi
Matt McLimoreMatt McLimore è il protagonista delle strisce. Il gioco è nel sangue di Matt, è nato per vivere La Vida Dorka, e adora il gioco di ruolo Warhamster. Tuttavia cerca di conciliare il suo amore per il gioco e la cultura popolare con il desiderio di essere integrato in società. La società sembra ne esce generalmente perdente. Amichevole, senza pretese, e talvolta personalmente insicuro circa il suo ruolo nel mondo,
Igor OlmanPer Igor, in tutto ciò che vale la pena fare, vale la pena strafare. Si butta a capofitto in ogni nuovo gioco, fumetto o hobby. È un mago del min-maxing e il peggior incubo di un game master.
Ken MillsKen è il tipo ragionevole, quello apparentemente più vicino all'essere normale. Tuttavia è al 100% un nerd e non di rado, in campi specifici dà prova di fanatismo vicino a quello di Igor.
Carson il topo muschiatoÈ un personaggio "importato" dalla precedente striscia di Kovalic, ed è in un certo senso l'anima candida del gruppo.
Gilly WoodsGilly, la dark allegra (Perky Goth in originale) è la sorella di Walden Woods, leader locale dei giocatori gotici. Nonostante l'amore per i vampiri e le atmosfere dark, ha un temperamento solare ed allegro. Sarebbe in effetti la fidanzata perfetta per Matt.
Kayleigh HardcastleEx fidanzata di Matt, tornata alla carica nel cercare di capire il suo lato ludico, tanto da entrare nel gruppo di gioco. Eternamente "fuori posto", nonostante ciò dà prova di notevoli abilità da gamer.
Bill BeydenIl proprietario del Pagasaurus Games, negozio di giochi nonché tipico luogo di ritrovo dei giocatori.

## Premi
Dork Tower ha vinto l'Origins Award nel 2001 per Best Professional Game Periodical e nel 2002 come Best Game-Related Periodical.

## Opere derivate
Basandosi sul fumetto la Steve Jackson Games ha pubblicato il gioco di carte Munchkin di Steve Jackson, che divenne rapidamente il suo prodotto principale e di cui ha pubblicato numerose espansioni e ulteriori prodotti derivati, come un gioco di ruolo basato sul d20 System e il gioco da tavolo